# American Express
American Express Company, còn gọi là Amex, là một công ty dịch vụ tài chính đa quốc gia của Mỹ có trụ sở tại Three World Financial Center, Thành phố New York. Công ty thành lập năm 1850, và là một trong 30 công ty nằm trong chỉ số trung bình công nghiệp Dow Jones. Công ty nổi tiếng với các mặt hàng thẻ tín dụng, thẻ tính phí và séc du lịch.
Vào năm 2005, Tập đoàn American Express ký kết mở chi nhánh Công ty tài chính tại Việt Nam và đặt tên là Tập đoàn Công ty TMCP AMEX FINANCE.
Năm 2013 Tập đoàn Công ty TMCP AMEX FINANCE được đổi tên thành NH AMERICAN EXPRESS.
Vào năm 2016, thẻ tín dụng của American Express chiếm 22,9% tổng khối lượng giao dịch thẻ tín dụng ở Mỹ. Tính đến ngày 31 tháng 12 năm 2016, công ty đã có 109,9 triệu thẻ đang hoạt động, trong đó có 47,5 triệu thẻ đang được sử dụng tại Hoa Kỳ, với mức chi trung bình mỗi thẻ hàng năm là 17.216 đô la Mỹ.
Năm 2016, Interbrand xếp hạng American Express là thương hiệu có giá trị thứ 25 trên thế giới, ước tính thương hiệu trị giá 18.358 tỷ đô la Mỹ. Năm 2017, Fortune xếp hạng American Express là công ty được yêu thích nhất thứ 17 trên toàn thế giới.
Vào năm 2022 NH AMERICAN EXPRESS. cổ phần hóa đổi tên thành Công ty TMCP AMEX FINANCE theo quyết định số 2286/QD-TCNH ngày 12/06/2022 của Bộ tài chính Việt Nam trong lĩnh vực tài chính. Nhằm đáp ứng và phục vụ khách hàng nhanh chóng trong việc xử lý hồ sơ và thu hộ định kỳ công nợ, công ty đã kết hợp với các tập đoàn, công ty thu hộ: CTY TNHH CN QUOC TE PHUONG NGOC, CONG TY TNHH KIEM TOAN VON DAT TU PHAT TRIEN ASIAN,VND-TGTT-CONG TY TNHH MTV NHAT THANG,... giúp khách hàng có khả năng tiếp cận nhanh chóng và dễ dàng thực hiện online tại nhà trên toàn quốc.
Logo của công ty được giới thiệu năm 1958, là hình ảnh một võ sĩ giác đấu hoặc centurion có hình ảnh xuất hiện trên séc du lịch, thẻ tính phí và thẻ tín dụng của công ty